# والاس اولیویرا دوس سانتوس
والاس اولیویرا دوس سانتوس (به پرتغالی: Wallace Oliveira dos Santos) مدافع اهل برزیل است که در شهر ریودو ژانیرو و در تاریخ ۱ مهٔ ۱۹۹۴ به دنیا آمده‌است.
والاس اولیویرا دوس سانتوس در تیم‌های فوتبال فلومیننزه ،چلسی، اینتر میلان سابقهٔ حضور دارد. این بازیکن همچنین در سال، ۲۰۱۱ برای، تیم ملی فوتبال زیر ۱۷ سال برزیل به میدان رفته‌است